# Mandula (növényfaj)
A mandula egy csonthéjas termés, illetve az azt termő mandulafa (Prunus dulcis, Prunus communis, Prunus amygdalus vagy Amygdalus communis) rövidebb neve. Őshazája Nyugat-, Közép- és Kelet-Ázsia. Legközelebbi rokona az őszibarack, távolabbi rokonai a szilva és a kajszibarack. A mandulafa termése a világ összes olajos magvai közül az egyik legrégebbi és legismertebb.

## Leírása
A mandula a kedvező életkörülmények között eléggé nagy fává fejlődik, erős, gyakran vastag törzset nevel, koronája hajlamos az elsűrűsödésre. A faj páratlan szívósságánál fogva megtelepszik a napégette, száraz, sziklás lejtőkön is, de itt inkább bokoralakot ölt. A mediterrán országokban leggyakoribbak a magról kelt fák, amelyek 3–8 m magasságot érnek el, szabálytalan koronát fejlesztenek, kérgük ripacsos, gyakran furcsán csavarodott.
Fája jó talajon és megfelelő ápolás mellett 6-8 méter magas, a korona átmérője 4-8 méter közötti.
A felnyíló csonthéjas termés külső és középső terméshéja éréskor felreped és kihull a csontár. 
A mag édes és keserű lehet. A termelt édesmagvú fajták papír-, félpapír- és kemény magvúak lehetnek.

## Rendszertan
A rózsafélék Rosaceae család Prunoidae alcsaládjába tartozó Amygdalus alnemzetségbe mintegy 40–50 faj tartozik, de ezek közül a világon csak két faj fajtáit termesztik. Az egyik a mandula, a másik az őszibarack (Prunus persica).

## Termesztése

### A Kárpát-medencében
A magyar „mandula” szó latin–olasz eredetű (mandorla). Janus Pannonius (1434–1472) latin nyelven írt egy allegorikus költeményt, Egy Pannóniában nőtt mandulafáról. A vers ismert fordítása Egy dunántúli mandulafához. A reneszánsz idején dísznövényként ültették, mert az akkori alfajok mandulái nem értek be a magyar éghajlaton.
Magyarországon a mandula mint gyümölcs termesztése a 19. század végén kezdődött, amikor a filoxéravész miatt kipusztult szőlők helyére a barackfélék mellett mandulát is telepítettek. Ezek a fajták már beértek Magyarországon. A második nagy telepítési hullámban (1930-as és 40-es években) már magyar fajták telepítését ajánlották. Európában elsősorban a vastagabb héjú fajtákat termesztik, az USA déli részén elterjedtebbek a vékonyabb héjú, könnyen törhető csemegefajtái.
Legjobb termőhelyei a kissé emelkedettebb, védett, déli domboldalak. Gazdaságos termesztése csak a szubmediterrán hatásoknak kitett mikrokörzetekben (Baranyában, a Balaton-felvidéken, Vértesalján, Buda környékén, a Mátraalja és Hegyalja egyes részein) remélhető.
A Kárpát-medencei mandulafajták sokáig mind önmeddőek voltak, vagyis egy más fajtájú fa virágporára van szükség a virágok megtermékenyüléséhez. Ma már vannak önbeporzó fajták is.

## Termelése
2023-ban a mandulát 47 országban termesztették 2,3 millió hektár földterületen, és az éves termésmennyisége meghaladta a 3,5 millió tonnát. 2013 és 2023 között a mandula földterülete 1,8 millió hektárról 2,3 millió hektárra (27,8%) nőtt, míg a termésmennyisége 2,9 millió tonnáról 3,5 millió tonnára (20,7%) nőtt.
A világ legnagyobb mandula termelői közé tartozik az Egyesült Államok (50,9%), Spanyolország (8,4%), Ausztrália (7,4%), Törökország (4,8%) és Marokkó (4,1%). Ezek az országok a 2023-as termelésük alapján az első öt helyen álltak. 2023-ban az Egyesült Államok egymaga az éves termés több mint felét (50,9%) adta a világ mandula termelésének.
Legnagyobb exportáló országok az Egyesült Államok (79,1%), Ausztrália (10,3%) és az Egyesült Arab Emírségek (3,2%), míg a legnagyobb importországok India (62,8%), Kína (15,6%) és az Egyesült Arab Emírségek (3,7%).
2023-ban Magyarország 350 tonna mandulát termelt, így a 47 országból a 40. legnagyobb mandulatermelő volt. Magyarország főleg Ausztriából (89,9%), Spanyolországból (3,9%) és Görögországból (2,8%) importált mandulát. A behozott, valamint a megtermelt mandula egy részét tovább értékesítette az ország, főleg Horvátország (46,1%), Szlovákia (16,5%) és Románia (16,5%) felé.

## Hasznosítása
A mandulamag fehér belseje fogyasztható, miután feltörtük a csonthéjat és megtisztítottuk a vékonyabb héjától. Főleg cukrászkészítményekhez, illetve édes ételekhez használatos, főként aprítva. A marcipán alapanyagát képezi. Ünnepi ételeket tehetünk vele különlegessé, például mandulás pulyka, mandulás hal. 
A mandula fehérjét, egyszeresen telítetlen (olajsav) és többszörösen telítetlen zsírsavakat, olajat, szénhidrátokat és ásványi sókat (K, Ca, Mg, Fe, P) tartalmaz.

### Mandulaolaj a kozmetikában
Minden bőrtípusra jó az olaja, E-vitamint is tartalmaz. Rendszeres használatával a bőr puha és bársonyos lesz.
| Energia 578 kcal 2418 kJ |      |
| Szénhidrátok | 20 g |
| - Cukrok 5 g |      |
| - Étkezési rostok 12 g |      |
| Zsír | 51 g |
| - telített 4 g |      |
| - egyszeresen telítetlen 32 g                                                                                                   |      |
| - többszörösen telítetlen 12 g                                                                                                  |      |
| Fehérje | 22 g |
| Tiamin (B1-vitamin) 0.24 mg | 21%  |
| Riboflavin (B2-vitamin) 0.8 mg                                                                                                  | 67%  |
| Niacin (B3-vitamin) 4 mg | 27%  |
| Pantoténsav (B5-vitamin) 0.3 mg                                                                                                 | 6%   |
| B6-vitamin 0.13 mg | 10%  |
| Folsav (B9-vitamin) 29 μg | 7%   |
| C-vitamin 0.0 mg | 0%   |
| Kalcium 248 mg | 25%  |
| Vas 4 mg | 31%  |
| Magnézium 275 mg | 77%  |
| Foszfor 474 mg | 68%  |
| Kálium 728 mg | 15%  |
| Cink 3 mg | 32%  |
| A százalékos értékek az amerikai felnőttek számára javasolt napi mennyiségre (RDA) vonatkoznak. Forrás: USDA tápanyag adatbázis |      |

## Képek

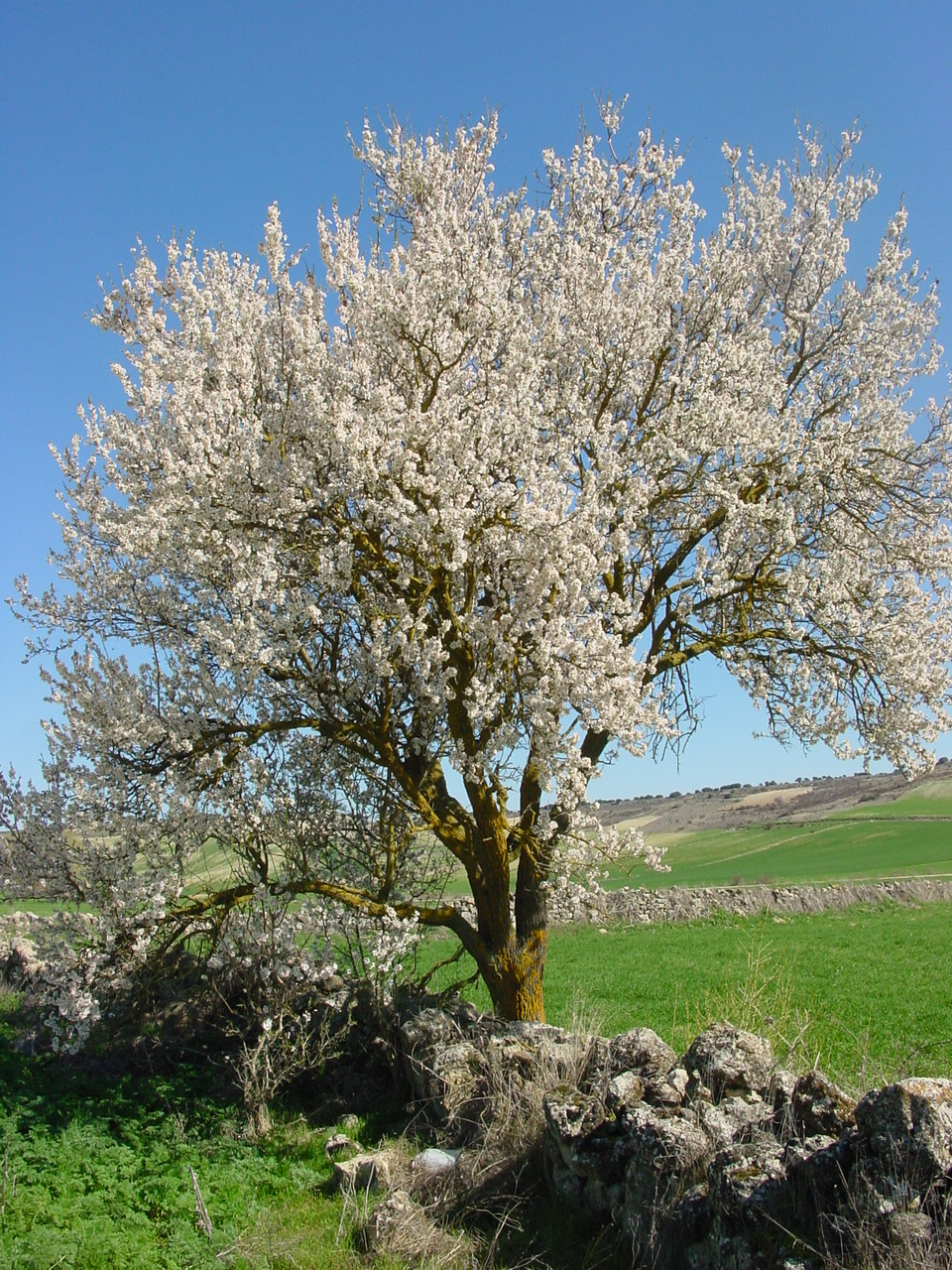
Virágzó mandulafa, Spanyolország
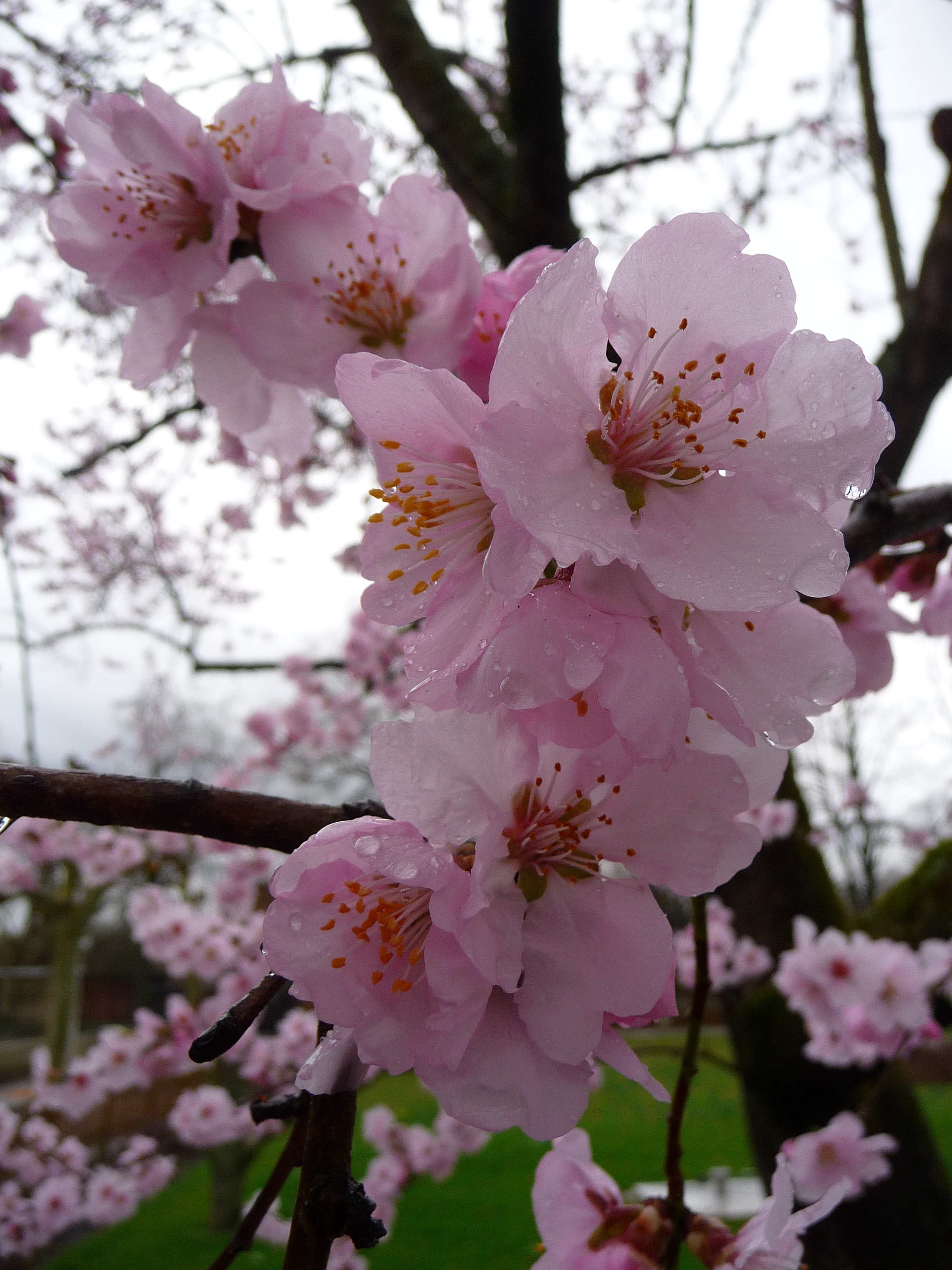
Virágai
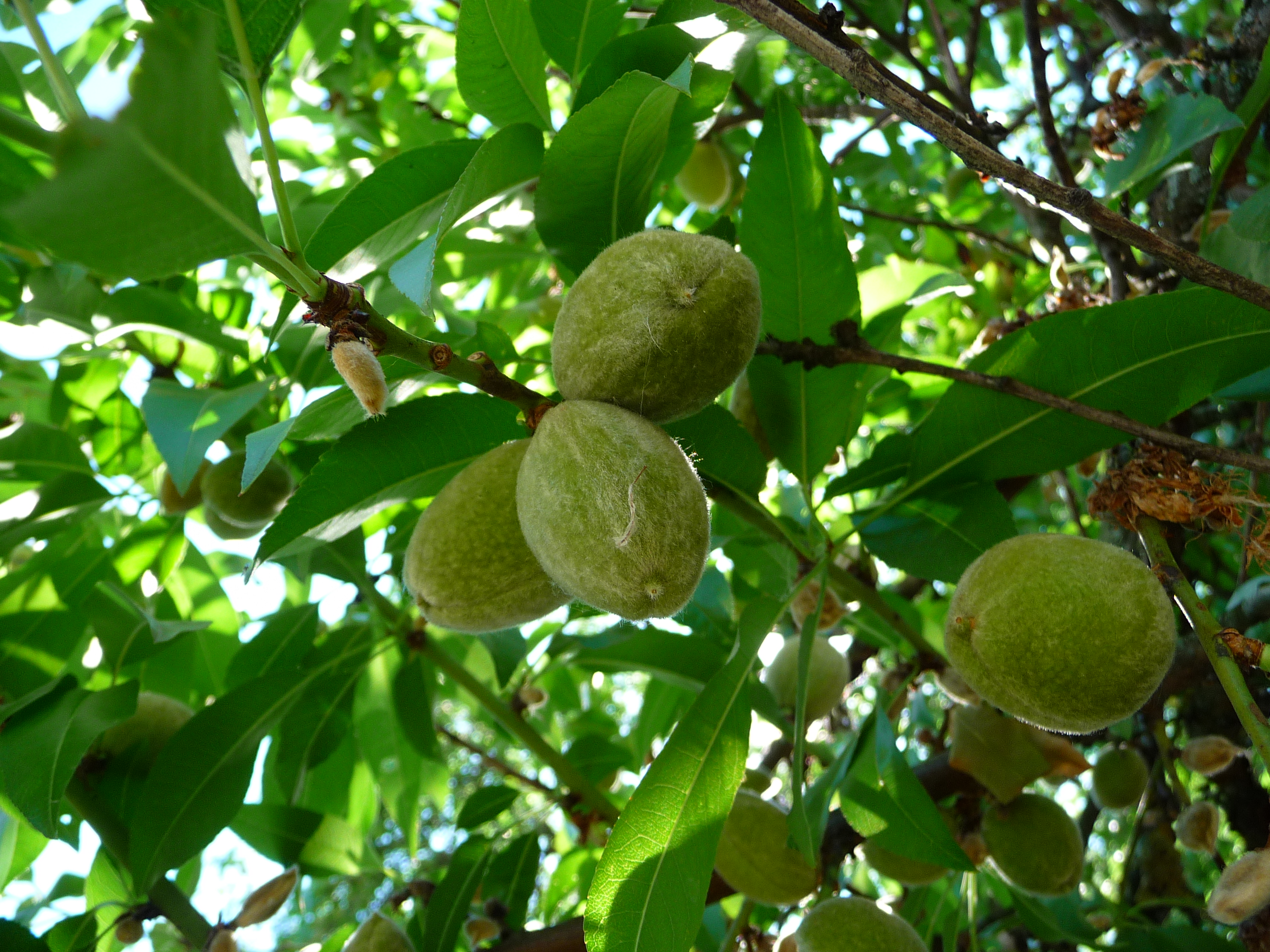
Levelei és termése
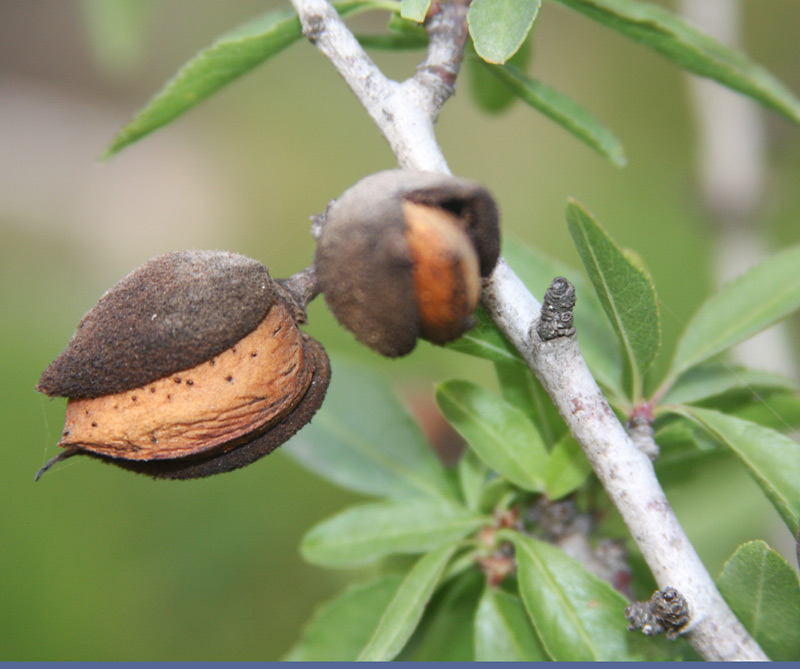
Érett termése

## A mandula a kultúrában

### A Bibliában
Jákob friss nyárfa-, mandula- és platángallyakat hozott, fehér sávokat vágott rajtuk, úgy, hogy a gallyak fehérsége előtűnt. (Teremtés 30,37) Állatai a vesszőkből álló kerítésen nem jutottak át.
Szimbólumként a mandulavessző többféleképpen is értelmezhető. Jeremiás előtt egy látomása alkalmával (Jer 1,11) mandulavessző jelent meg, miközben szólt hozzá az Úr. Mivel a legkorábban virágzó gyümölcsfa, az éberség, az ébrenlét szimbóluma. (Ezt a két héber szó hasonlósága is kiemeli: a okéd jelentése virrasztani.)
Készíts színaranyból mécstartót. A mécstartó, a lába és a törzse legyen megmunkált arany. Kelyhei – a bimbó és a szirom – vele egy darabból legyenek. Hat ág jöjjön ki oldalaiból, három az egyik oldalból, három a másik oldalból. Mindegyik ágon legyen három mandulavirág alakú kehely, bimbóval és szirommal: mind a hat ágon, amely a mécstartóból kinyílik. Magán a mécstartón legyen négy mandulavirág alakú kehely bimbóval és szirommal. Egy-egy bimbó legyen két-két ág tövén, mind a három helyen, mind a hat ág alatt, amely a szárból kijön. Bimbói és szirmai egy darabból legyenek, egy darab megmunkált tiszta aranyból. (Kiv 25,31-36)
A színarany gyertyatartó, a menóra ágain és a frigyszekrényen lévő, mandula alakú díszítések Isten állandó jelenlétét szimbolizálják, egyúttal Isten hatalmát és hűségét is hangsúlyozzák. A virágzó mandulaág szerepet kapott a pusztai vándorlás során, amikor Izrael népe fellázadt a vezetők, Mózes és Áron ellen. Az Úr parancsára Mózes egy-egy vesszőt kért minden törzs vezetőjétől, és az Úr színe elé helyezte a bizonyság sátrában. Áron vesszeje is ott volt, mivel ő a Lévi törzs feje volt. Úgy rendelkezett az Úr, hogy akinek a vesszeje másnapra kivirágzik, azt választja ki vezetőnek. „Áron vesszeje kivirágzott, bimbót fakasztott, virágot növelt, és mandulát érlelt.” (4 Móz 17,23) Így erősítette meg Isten Áron és családja számára az örökös papság ígéretét.

### Képzőművészet
A mandorla (ol.): mandula alakú dicsfény, amellyel egyes szentképeken vagy domborműveken Jézus és Szűz Mária alakját övezik.